# Veydelevsky (huyện)
Huyện Veydelevsky (tiếng Nga: ? райо́н) là một huyện hành chính tự quản (raion), của Tỉnh Belgorod, Nga. Huyện có diện tích 1381 km², dân số thời điểm ngày 1 tháng 1 năm 2000 là 25800 người. Trung tâm của huyện đóng ở Veydelevka.